# والدنگو
والدنگو (به ایتالیایی: Valdengo) یک کومونه در ایتالیا است که در استان بیه‌لا واقع شده‌است. والدنگو ۷٫۷ کیلومتر مربع مساحت و ۲٬۵۶۷ نفر جمعیت دارد و ۲۸۵ متر بالاتر از سطح دریا واقع شده‌است.